# Freinetovská škola

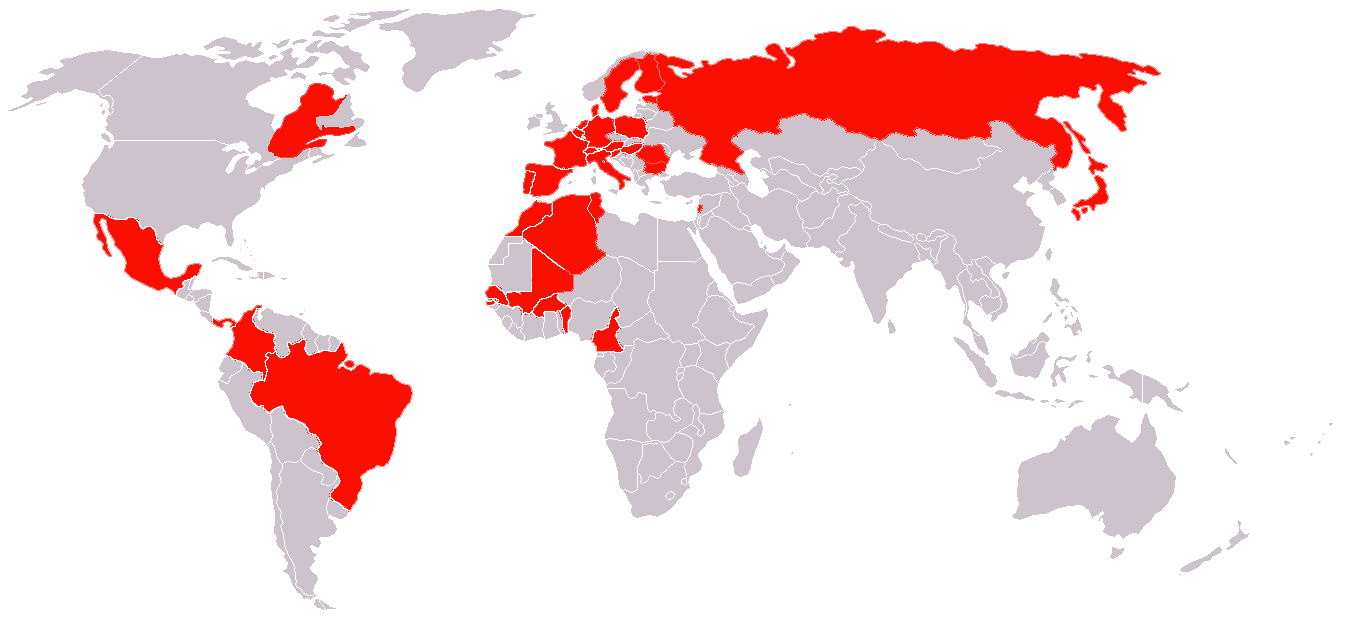
Rozšíření hnutí Freinetovských škol

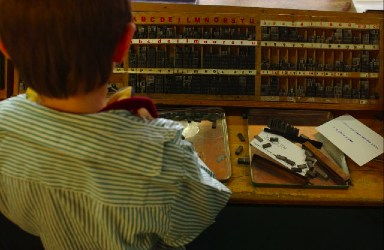

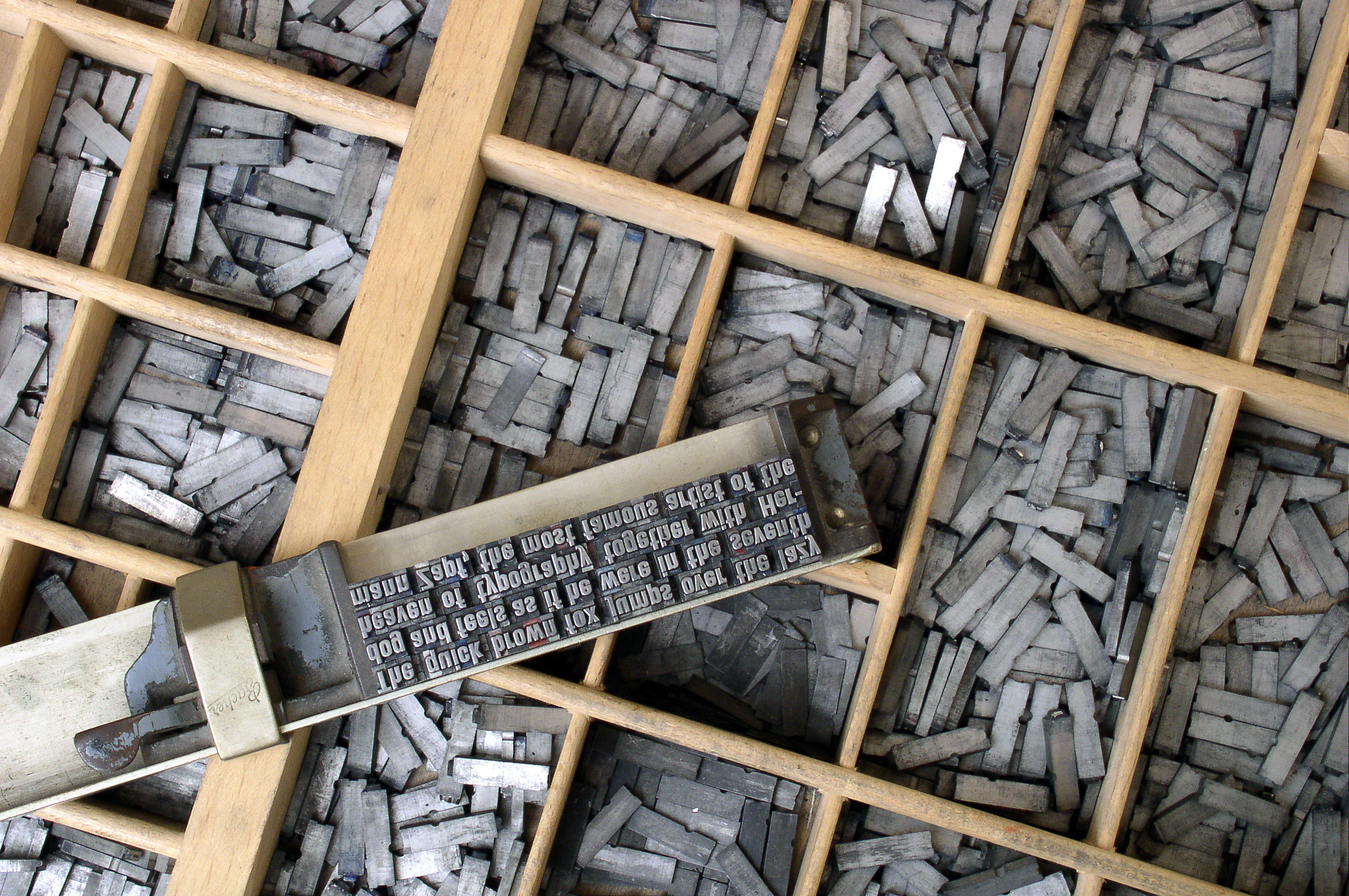
Kovová písmenka pro tiskárnu

Freinetovská škola nebo Freinetova pedagogika je jeden z alternativních pedagogických směrů, založený na svobodném projevu dětí; při výuce se využívá volný text, volná kresba, meziškolní korespondence, studentské noviny a podobně.
Její zakladatelé, francouzský učitel a teoretik pracovních škol Célestin Freinet (1896–1966) a jeho manželka Élise vypracovali koncepci, podle které se třída má vybavit různými pomůckami a pracovními kouty, ve kterých se děti mohou individuálně nebo ve skupinách věnovat činnostem v oblasti přírodních věd, techniky, domácích prácí, umělecké tvorby či jazykové komunikace. Tyto školy jsou nejvíce rozšířeny ve Francii, Belgii a Nizozemsku.
Freinet používané techniky popsal v knize s názvem Les technologies Freinet de l'école moderne (Technologie Freinetovy moderní školy, 1964). Tato pedagogika je součástí hnutí New Education z roku 1899, jehož různé proudy se od roku 1921 rozvíjely prostřednictvím Mezinárodní ligy pro nové vzdělávání. 

## Charakteristiky
- Třída je mnohostranně rozčleněný pracovní prostor pro získávání zkušeností (pracovní ateliéry)
- Individuální týdenní pracovní plán žáka, který projednává žák na začátku týdne s učitelem
- Pracovní knihovna obsahuje informativní sešity, které podněcují k dalšímu bádání včetně audiovizuálních materiálů
- Kartotéka rozděluje základní učivo pomocí karet s testy a informacemi o úkolech a řešeních
- Akustické učební programy, zvláště pro jazykovou výuku
- Školní tiskárna s mnohostranným použitím, která slouží k rozvíjení manuálních a intelektových schopností žáků (tvorba školního časopisu)
- Nástěnka pro zveřejňování kritik, pochval, přání a pracovních výsledků žáků
- Děti se volně vyjadřují
- Rozvrh hodin je nutný, ale nemá pevné hranice
- Klade se důraz na individuální práci žáků
- Využívají se volné texty, které se čtou 1× týdně